# Liza Marklund

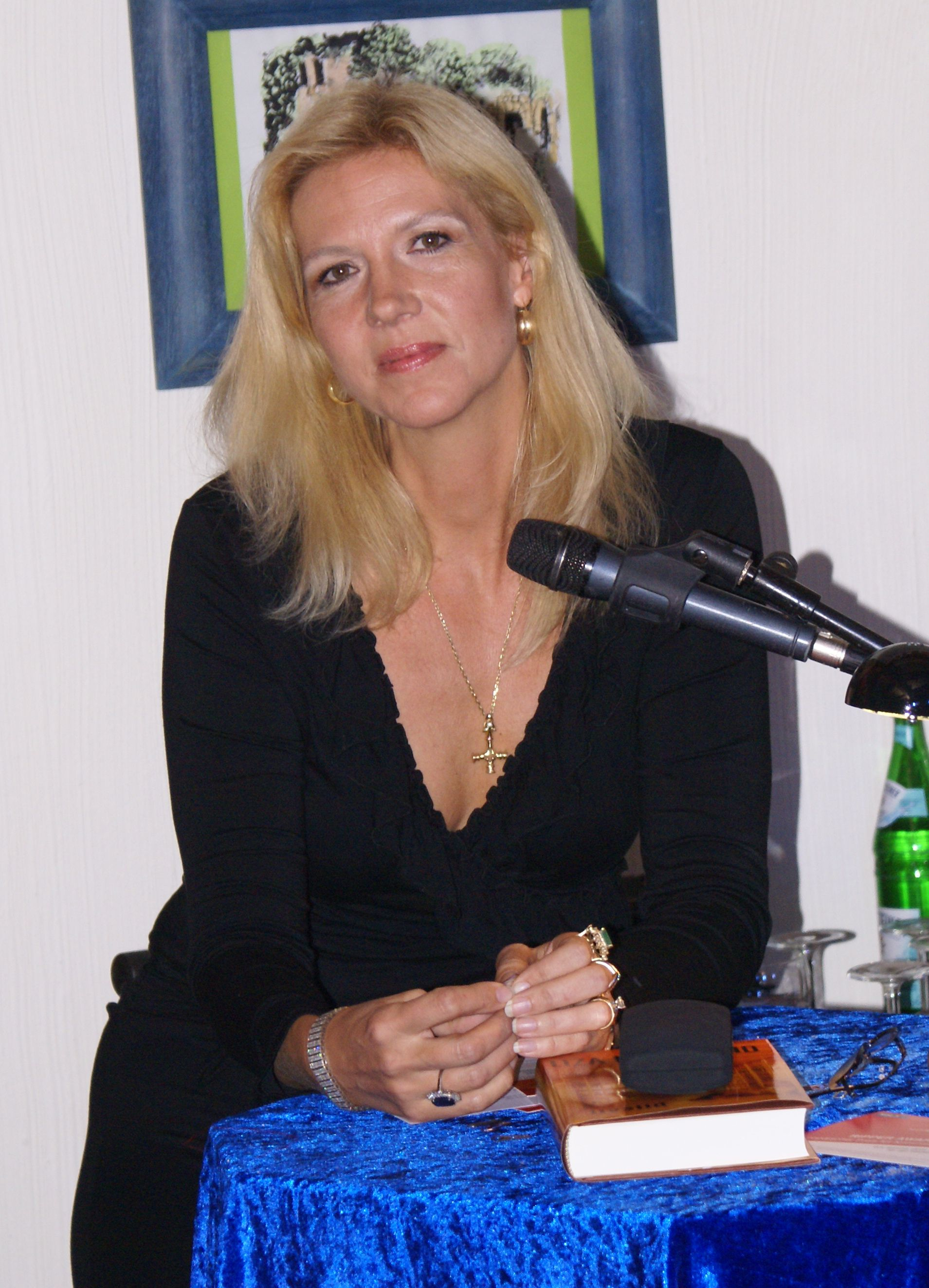
Liza Marklund bei einer Veranstaltung im Rahmen des Krimifestivals Mord am Hellweg in Werne, 2008

Eva Elisabeth „Liza“ Marklund (* 9. September 1962 in Pålmark, einem Dorf bei Piteå) ist eine schwedische Journalistin, Krimiautorin und Gründerin des Verlages Piratförlaget.

## Leben
Liza Marklund wuchs in Nordschweden auf und besuchte nach einigen Auslandsaufenthalten die Journalistenschule. Anschließend arbeitete sie als Reporterin, Nachrichtenchefin und Chefredakteurin für verschiedene Zeitungen und Fernsehsender, bevor sie begann, Romane zu schreiben.
1995 debütierte sie als Schriftstellerin mit dem Buch Mia. Ein Leben im Versteck, das sie zusammen mit Maria Eriksson geschrieben hatte, dem später die Fortsetzung Mias Flucht folgte. Später wurde Kritik an den Romanen laut, weil sie als wahre Geschichte vermarktet wurden, diese tatsächlich aber in Teilen fiktiv waren, wie die schwedische Journalistin Monica Antonsson herausgefunden hat.
1998 folgte ihr erster Roman Olympisches Feuer. Als dieser von Verlegern abgelehnt wurde, vermarktete sie ihn über Tankstellen. Der Roman wurde 1998 mit dem Schwedischen Krimipreis als bester schwedischer Erstlingsroman und mit dem Poloni-Preis des Kriminalmagazins Jury ausgezeichnet. Mit ihren Annika-Bengtzon-Krimis etablierte sie sich innerhalb kürzester Zeit als eine der meistgelesenen Autoren Schwedens. Die Annika-Bengtzon-Krimis wurden in 33 Sprachen übersetzt und unter dem Serientitel Ein Fall für Annika Bengtzon für das Fernsehen verfilmt. Insgesamt wurden weltweit 15 Mio. Exemplare verkauft.
Der Name ihrer Romanheldin Annika Bengtzon setzt sich aus dem Vornamen von Marklunds ältester Tochter und dem Nachnamen ihres ehemaligen Vorgesetzten bei der schwedischen Abendzeitung Expressen Bengt Bengtzon zusammen.
Die Romane Paradies und Olympisches Feuer (deutscher Filmtitel: Deadline – Terror in Stockholm) wurden mit der Schauspielerin Helena Bergström in der Hauptrolle, sechs weitere Romane mit Malin Crépin als Annika Bengtzon verfilmt.
2015 beendete sie die Krimireihe um Annika Bengtzon mit dem elften und letzten Roman.
Als Protest gegen unfaire Vertragsbedingungen in schwedischen Verlagen gründete sie 1999 zusammen mit dem Autor Jan Guillou und der Verlegerin Ann-Marie Skarp den Piratförlaget.

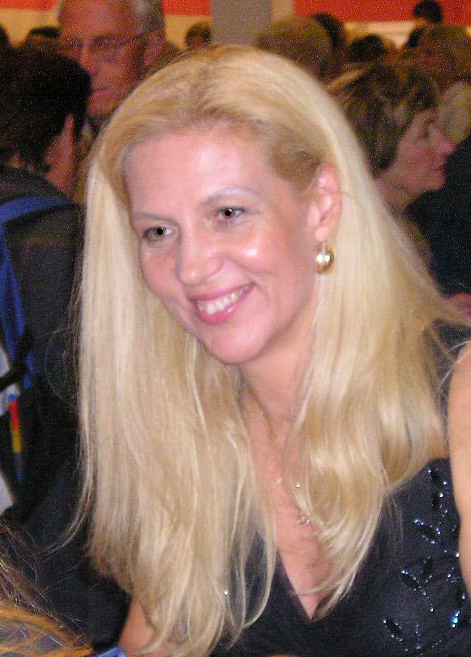
Liza Marklund auf der Göteborger Buchmesse, 2005

Sie ist weiterhin als Journalistin tätig, u. a. als Kolumnistin bei der schwedischen Abendzeitung Expressen, engagiert sich seit November 2004 als UNICEF-Botschafterin und lebt mit ihrem Mann und ihren drei Kindern abwechselnd in Stockholm und Marbella.

## Werke

### Annika-Bengtzon-Krimis
In der chronologischen Reihenfolge der Handlung
- Studio 6, Originaltitel Studio Sex (1999)
  - Buch erschienen am 16. Februar 2001 bei Hoffmann und Campe, ISBN 978-3-455-05155-1, 416 Seiten
  - Hörbuch gesprochen von Judy Winter, erschienen am 15. September 2004 bei Hoffmann und Campe, ISBN 978-3-455-30374-2, 5 CDs

- Der Holzdieb (2002)
  - Kurzgeschichte aus Weihnachtsgeschichten aus Skandinavien, erschienen am 1. November 2004 bei Rowohlt, ISBN 978-3-499-23819-2
  - erneut veröffentlicht in Mörderische Weihnachten, herausgegeben von Liza Marklund, erschienen im Oktober 2010 bei List, ISBN 978-3-548-61015-3
  - Hörbuch gesprochen von Susanne Schröder erschienen im August 2005 im dhv der Hörverlag, ISBN 978-3-89940-538-5, 1 CD

- Paradies, Originaltitel Paradiset (2000)
  - Buch erschienen am 15. Februar 2002 bei Hoffmann und Campe, ISBN 978-3-455-05156-8, 432 Seiten
  - Hörbuch gesprochen von Judy Winter, erschienen am 15. März 2002 bei Hoffmann und Campe, ISBN 978-3-455-30299-8, 5 CDs

- Prime Time (2002)
  - Buch erschienen am 4. August 2003 bei Hoffmann und Campe, ISBN 978-3-455-05158-2, 416 Seiten
  - Hörbuch gesprochen von Judy Winter, erschienen am 11. August 2003 bei Hoffmann und Campe, ISBN 978-3-455-30335-3, 5 CDs

- Olympisches Feuer, Originaltitel Sprängaren (1998)
  - Buch erschienen im Februar 2000 bei Hoffmann und Campe, ISBN 978-3-455-04775-2, 400 Seiten
  - Hörbuch gesprochen von Ulrike Kriener, erschienen am 18. August 2000 bei Hoffmann und Campe, ISBN 978-3-455-30202-8, 3 CDs

- Der Rote Wolf, Originaltitel Den röda vargen (2003)
  - Buch erschienen am 11. August 2004 bei Hoffmann und Campe, ISBN 978-3-455-05159-9, 448 Seiten
  - Hörbuch gesprochen von Judy Winter, erschienen am 11. August 2004 bei Hoffmann und Campe, ISBN 978-3-455-30364-3, 6 CDs

- Nobels Testament, Originaltitel Nobels testamente (2006)
  - Buch erschienen am 12. Februar 2007 bei Hoffmann und Campe, ISBN 978-3-455-40045-8, 448 Seiten
  - Hörbuch gesprochen von Judy Winter, erschienen am 16. August 2007 bei Hoffmann und Campe, ISBN 978-3-455-30536-4, 5 CDs

- Lebenslänglich, Originaltitel Livstid (2007)
  - Buch erschienen am 1. September 2008 bei Rowohlt, ISBN 978-3-463-40517-9, 496 Seiten
  - Hörbuch gesprochen von Judy Winter, erschienen am 13. Oktober 2008 im Argon Verlag, ISBN 978-3-86610-568-3, 6 CDs

- Silvesternacht, Originaltitel Näst sista dagen på året (2010)
  - Kurzgeschichte aus Mörderische Weihnachten, herausgegeben von Liza Marklund, erschienen im Oktober 2010 bei List, ISBN 978-3-548-61015-3

- Kalter Süden, Originaltitel En plats i solen (2008)
  - Buch erschienen im August 2009 bei Ullstein, ISBN 978-3-550-08751-6, 517 Seiten
  - Hörbuch gesprochen von Nina Petri, erschienen im August 2009 im Hörbuch Hamburg Verlag, ISBN 978-3-89903-659-6, 6 CDs

- Weißer Tod, Originaltitel Du gamla, du fria (2011)
  - Buch erschienen im März 2012 bei Ullstein, ISBN 978-3-550-08752-3, 400 Seiten
  - Hörbuch gesprochen von Nina Petri, erschienen im März 2012 im Hörbuch Hamburg Verlag, ISBN 978-3-89903-360-1, 6 CDs

- Jagd, Originaltitel Lyckliga gatan (2013)
  - Buch erschienen im März 2015 bei Ullstein, ISBN 978-3-550-08061-6, 384 Seiten
  - Hörbuch gesprochen von Bernd Hölscher, erschienen im März 2015 bei Radioropa Hörbuch, ISBN 978-3-8368-1158-3, MP3-CD

- Verletzlich, Originaltitel Järnblod (2015)
  - Buch erschienen im März 2016 bei Ullstein, ISBN 978-3-550-08062-3, 352 Seiten

### Sonstige Krimis und Thriller
- Letzter Gruß, Originaltitel The Postcard Killers, gemeinsam mit James Patterson (2010)
  - erschienen am 15. März 2010 bei Limes, ISBN 978-3-8090-2585-6, 352 Seiten
- Die Perlenfarm, Originaltitel Pärlfarmen (2019)
  - erschienen am 15. Juni 2020 bei List, ISBN 978-3-471-36015-6, 448 Seiten

### Mia-Eriksson-Doku-Romane
- Mia. Ein Leben im Versteck, Originaltitel Gömda (1995, überarbeitete Auflage 2000)
  - Buch erschienen am 19. August 2002 bei Hoffmann und Campe, ISBN 978-3-455-05157-5, 416 Seiten
  - Hörbuch gesprochen von Ulrike Grote, erschienen am 20. September 2002 bei Hoffmann und Campe, ISBN 978-3-455-30306-3, 5 CDs

- Mias Flucht, Originaltitel Asyl (2004); übersetzt von Susanne Dahmann
  - Buch erschienen am 6. März 2009 bei Kindler, ISBN 978-3-463-40520-9, 417 Seiten